# Juan Van Halen

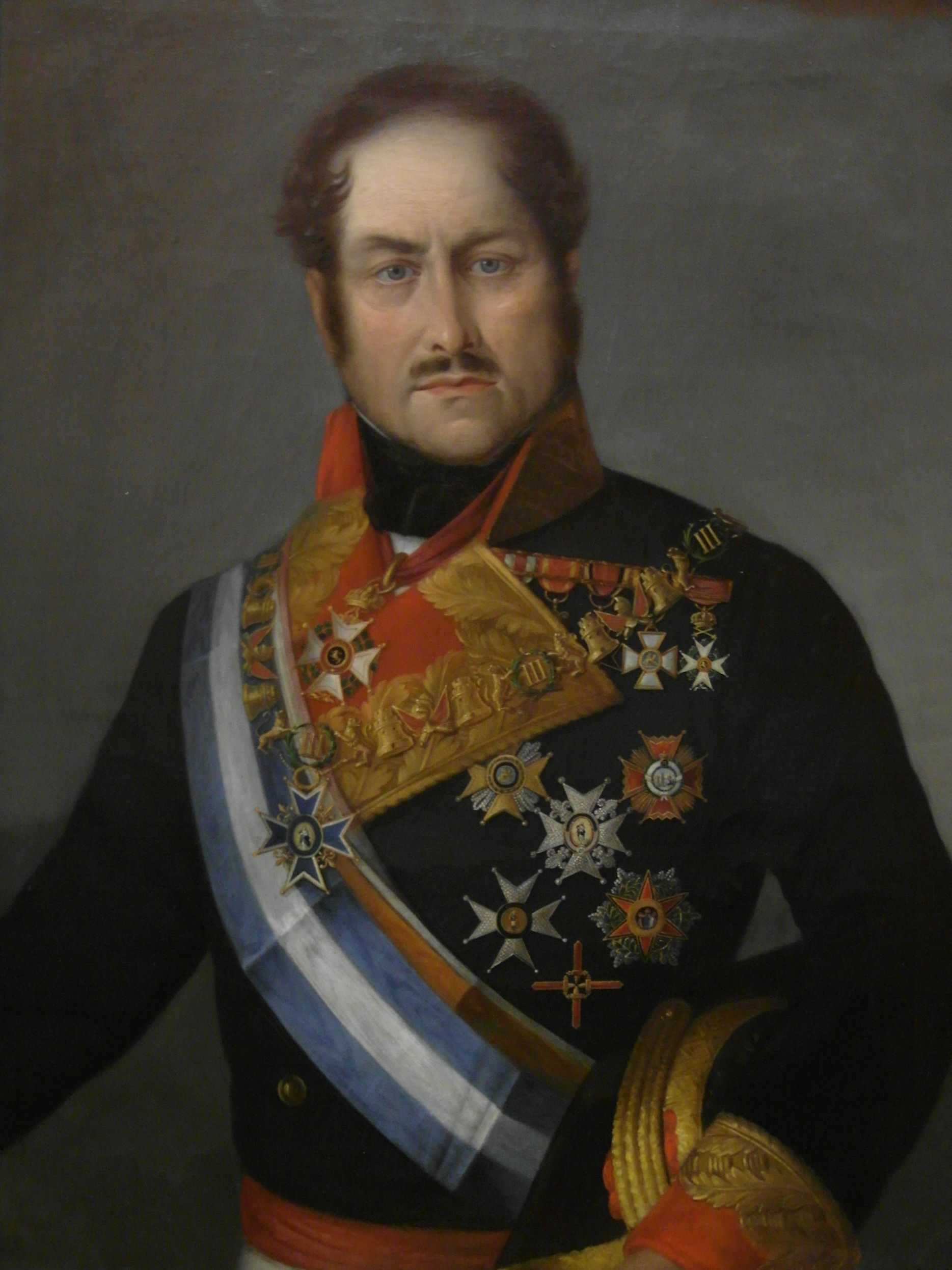
Juan Van Halen

Don Juan Halen Graf von Peracampos (* 16. Februar 1790 auf der Halbinsel San Fernando; † 8. November 1864 in Cádiz) war ein spanischer General.
Van Halen stammte aus einer ursprünglich belgischen Familie, trat in den Marinedienst ein und wurde dann Seeoffizier. Nachdem er in die Admiralität nach Madrid berufen worden war, nahm er am 2. Mai 1808 am Kampf gegen die französische Marine teil. In der Schlacht von Ferrol wurde er gefangen genommen, trat zu den Franzosen über und wurde 1809 Ordonnanzoffizier des Königs Joseph Bonaparte. 1813 ging er im Stab des Generals Louis Gabriel Suchet nach Barcelona, trat hier mit den patriotischen geheimen Gesellschaften in Verbindung und spielte durch Verrat die Festungen Lleida, Monzón und Mequinenza den Spaniern in die Hände. 1817 war er erneut in die Verschwörung von General José María de Torrijos y Uriarte verstrickt und wurde schließlich verhaftet. Er kam in die Kerker der Inquisition, entfloh jedoch nach Russland. Dort wurde er 1818 Major der russischen Armee in einem Dragonerregiment und nahm 1820 am Kaukasuskrieg teil.
Bei Ausbruch der Revolution kehrte Van Halen nach Spanien zurück und kämpfte für die Konstitution. Nach der Unterdrückung des Aufstandes ging er nach Havanna und später nach Brüssel. Bei Ausbruch der belgischen Revolution übernahm er am 24. September 1830 den Oberbefehl über die belgischen Aufständischen, vertrieb die Holländer aus Brüssel, legte jedoch wegen Streitigkeiten mit Louis Joseph Antoine de Potter sein Kommando nieder und ging als Militärgouverneur nach Südbrabant. Er erhielt bald darauf unter Beförderung zum Generalleutnant seinen Abschied.
1834 ging Van Halen nach Madrid zurück, wurde 1836 Adjutant des Generals Córdova und kämpfte erfolgreich in Navarra gegen die Carlisten.
Don Juan Van Halen starb am 8. November 1864 in Cádiz.

## Werke
- Les quatres journées de Bruxelles, Brüssel 1831